# Књажеско-србска банда
Књажеско-србска банда (књажеска банда) је прва војна музика у Србији, основана је 1831. године у Крагујевцу, првој престоници модерне српске државе.

## Оснивање
Након пада Српске деспотовине музички живот у Србији замире. Тек после другог устанка, за време прве владе Милоша Обреновића може да се говори о активном музичком животу у Србији. По угледу на европске дворове, кнез Милош, који је иначе волео музику и “имао танано чувство” за њу, предузима прве кораке на овом пољу и оснива “Књажеско-србску банду”. Била је то прва војна музика у Србији.
“Књажеско-србска банда” основана је 1831. године, као посебно одељење гардијског батаљона у Крагујевцу. Кнежев брат Јеврем Обреновић основао је 1829. у Шапцу банду за потребе своје војске. Капел мајстор био је Јосиф Шлезингер, Јеврејин из Сомбора, који је на позив заповедника Шабачке нахије Јеврема Обреновића дошао у Србију из Новог Сада, где се у то време налазио као капелник грађанске гарде. Своју музичку каријеру у Србији Шлезингер је започео као учитељ музике Јевремове деце. Успут је подучавао и војнике да ударају у добош и свирају у трубу најједноставније сигнале за војне вежбе. Од музички надарених војника створио је прву војну музичку капелу у Србији. У пролеће 1831, на захтев кнеза Милоша, банда прелази у Крагујевац.
Шлезингеров музички таленат и организаторске способности у Крагујевцу су дошли до пуног израза. Стваралачким деловањем као капелник, педагог и композитор (сматра се првим композитором у Србији) Јосиф Шлезингер је био зачетник музичке културе у Срба. 

## Састав Банде
Кнежева жеља била је да сви бандисти буду Срби “рођени у Кнежевини”. Поред музичке надарености кандидати су имали и обавезан лекарски преглед, зато што се тражило да буду здрави и јаког телесног састава. Старосна граница је била између 12 и 20 година. Банда је имала војни карактер, који је наглашаво и “китњасти мундир” у који су бандисти били одевени. Када је оформљена, банда је имала 16 чланова, а после три месеца 35 чланова и 12 разних инструмената (кларинет, фагот, контрафагот, труба, хорна, флаута, добош).

## Музички репертоар банде
Музички репертоар Књажеско-србске банде био је веома богат и разноврстан. Нарочито су били популарни маршеви које је Шлезингер компоновао:

### на народну мелодију
- логорски марш
- мајорски марш
- Чојковићев марш
- апотекарски марш
- руски марш
- турски марш

### народне и пригодне песме
- Браћо Срби, радујмо се!
- Ја сам млада Српкиња,
- Ајдук Вељко,
- Устај, устај Србине

Поред тога компоновао је српске, руске, немачке и мађарске игре, валцере и сценску музику за позоришне комаде Јоакима Вујића.
Банда је свирала у разним приликама: на војним вежбама и парадама, на двору, на концертима, на јавним свечаностима у част кнеза Милоша и чланова његове породице, приликом обележавања црквених и државних празника, при дочеку страних дипломата, а од 1835. године у Књажеско-србском театру. 
Музика је играла важну улогу у Вујићевом театру, а банда Јосифа Шлезингера је била саставни део представа. Кнез Милош је био велики заљубљеник у музику и у певање, и тражио је да му се “свагда пева”, чак и када у комаду није било музике (Стојковић, 1936: 32). Капелмајстор Шлезингер је неуморно компоновао пратњу за позоришне комаде и песме, соло нумере за певаче, а највише српске песме које је кнез волео. Омиљене кнежеве песме биле су: Коконице иван-ван и Болан ми лежи кара-Мустафа. Све композиције су биле оригиналне. Ако је комад био без музике, банда је свирала пре представе и у паузама. 
Када је 1840. године обновљен рад Вујићевог театра, Шлезингер наставља сарадњу са тадашњим управником театра Атанасијем Николићем, ректором Лицеја и његовим колегом професором Јованом Стеријом Поповићем. За њихове комаде компонује и аранжира сценску музику. Овим Шлезингер започиње жанр позоришних комада с певањем који ће постати најомиљенији позоришни род код Срба у 19. веку.

## Значај
Кнежева банда остављала је на савременике најлепши утисак. “Новине србске” из 1834. године у више наврата су писале о њој, упоређујући је са “најискуснијим европејским бандама”.
Бројни високи гости кнеза Милоша увесељавали су се свирањем његове банде. Кабинетски дивански секретар Ибрахим Наби-ефендија, који је, у фебруару 1835. године, из Цариграда допутовао у Крагујевац, слушао је Шлезингерову банду у крагујевачком театру. Октобра месеца 1837. године дошао је у Крагујевац изасланик руског цара, кнез Долгоруки. За осам дана, колико је боравио у Крагујевцу, банда је заузимала важно место у његовом дочеку и забави.
Банда је постала језгро из кога се развио нови музички живот у Србији. Банда је увесељава када је то било потребно; она је крепила дух и бодрила прву регуларну војску за вршење њених задатака; она је откривала и популарисла народну мелодију и васпитавала уметнички укус једне патријархалне средине; она је, на крају сменила Цигане музиканте, Османову банду и зурле Кара-Мустафе, дотадашње главне и уједине носиоце музичке уметности на кнежевом двору и у ослобођеној Србији.
Кнез Милош је са особитим интересовањем пратио Шлезингеров рад, ценио га и до краја задржао у својој милости. Исто тако и Шлезингер је остао веран и одан кнезу Милошу, што је доцније у време пада кнеза Милоша и после његове абдикације, скупо плаћао. 
Услед политичких промена 1839. године и пристајањем на побуну војске у корист кнеза Милоша, банда је била у опсаности, али због свог значаја (јака културна потреба) није се могла жртвовати од старне нове власти. Сломом војничке побуне банда је била само привремено распуштена, па затим кроз кратко време опет обновљена. Уочи рођендана кнеза Михаила, 7. новембра 1840, представљан је у Крагујевцу позоришни комад Атанасија Николића, професора Лицеја, „Женидба цара Душана“, „сочињен у песмама, на форму талијански опера“. Оркестар је „сочињавала банда књажевска под управленијем свога капелмајстора Јосифа Шлезингера, кои је и све песме игре ове на ноте ставио". То је, може се рећи, била прва опера наша. 
Након абдикације кнеза Милоша банда је променила име - уместо “књажеско-србска банда” или “књажеска бнада”, како је био њен службени назив, постала је само “банда” или “правитељствена банда”. Њени чланови остали су и даље “бандисти”, како су се звали и дотада.